# The Breakers

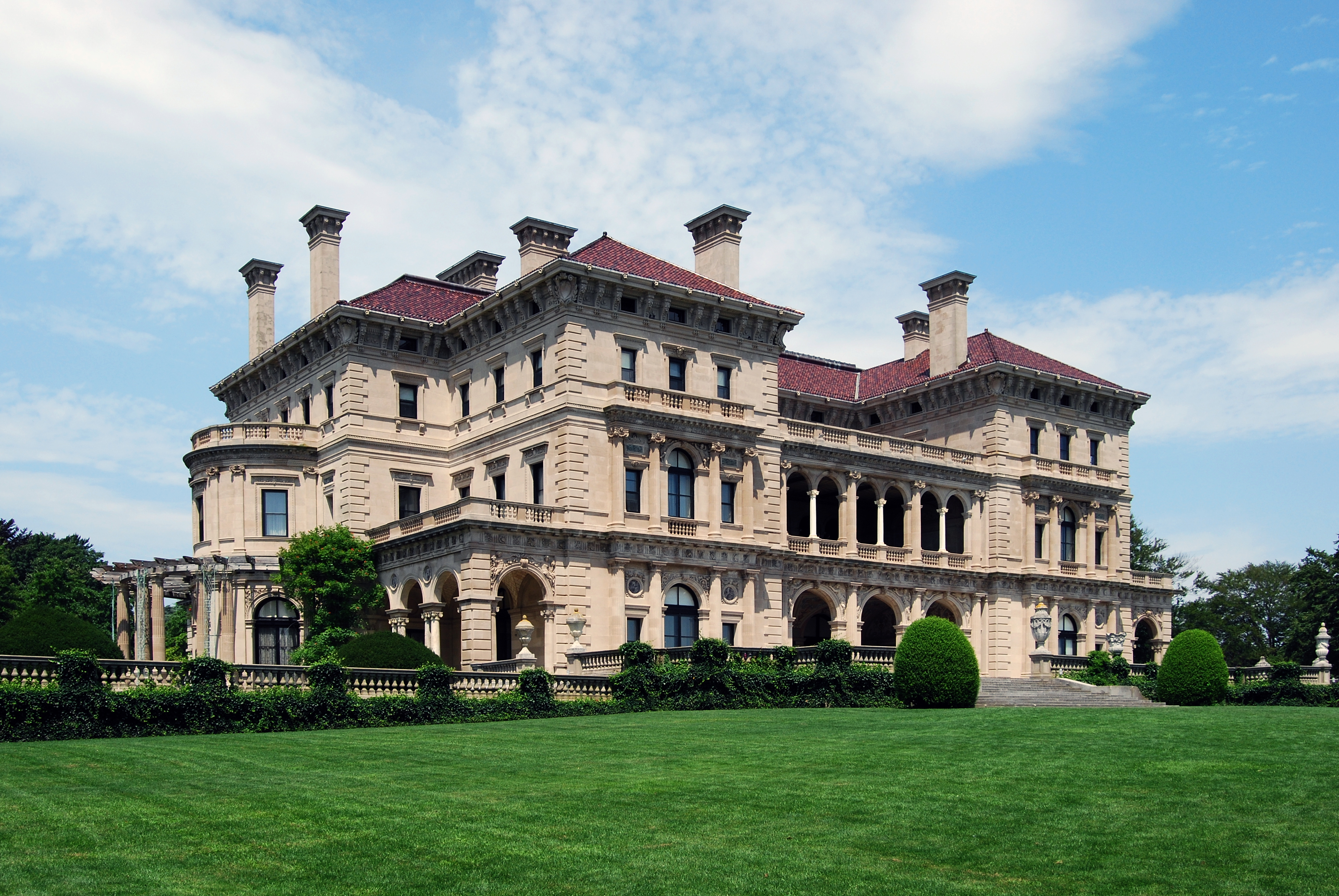
The Breakers

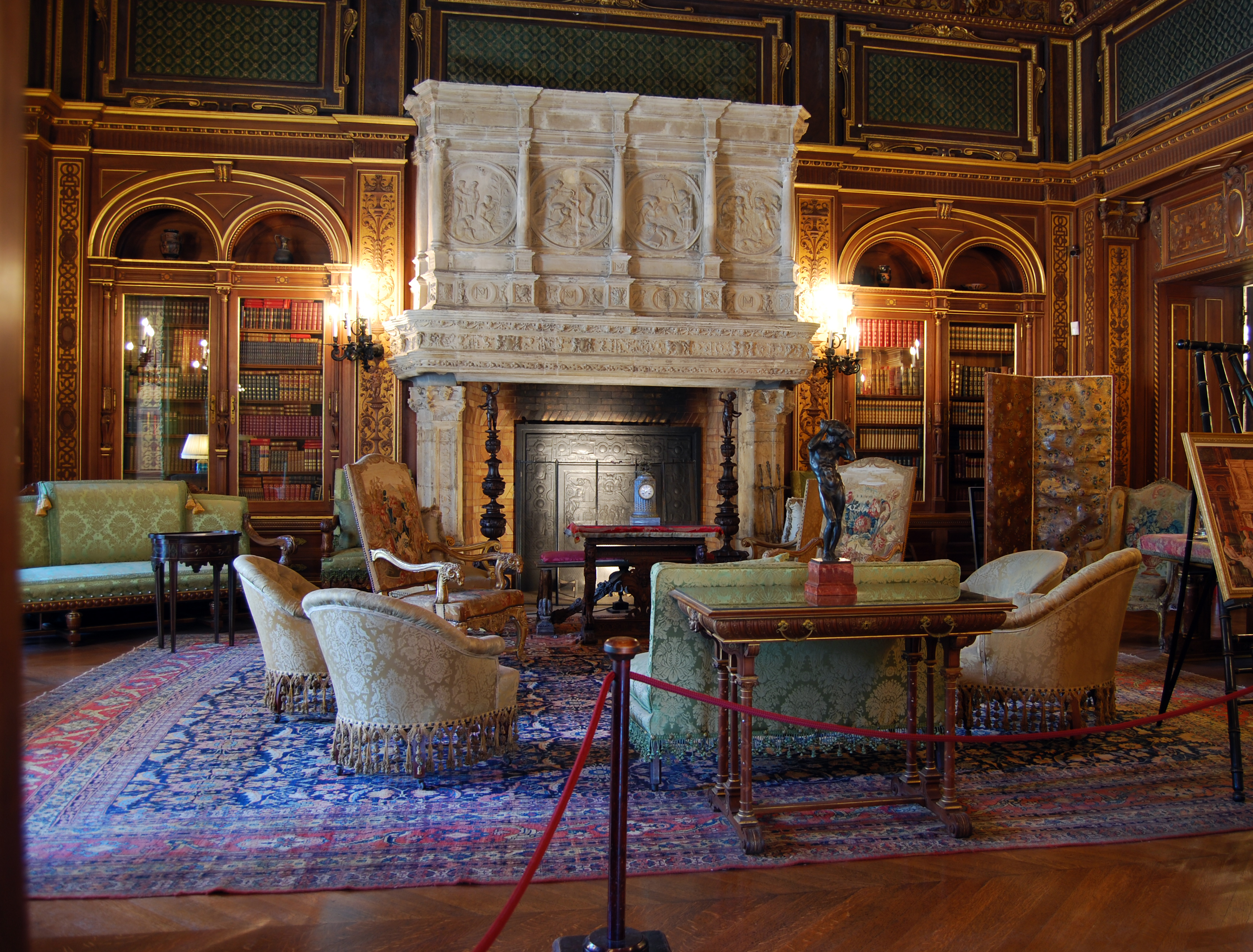
De bibliotheek

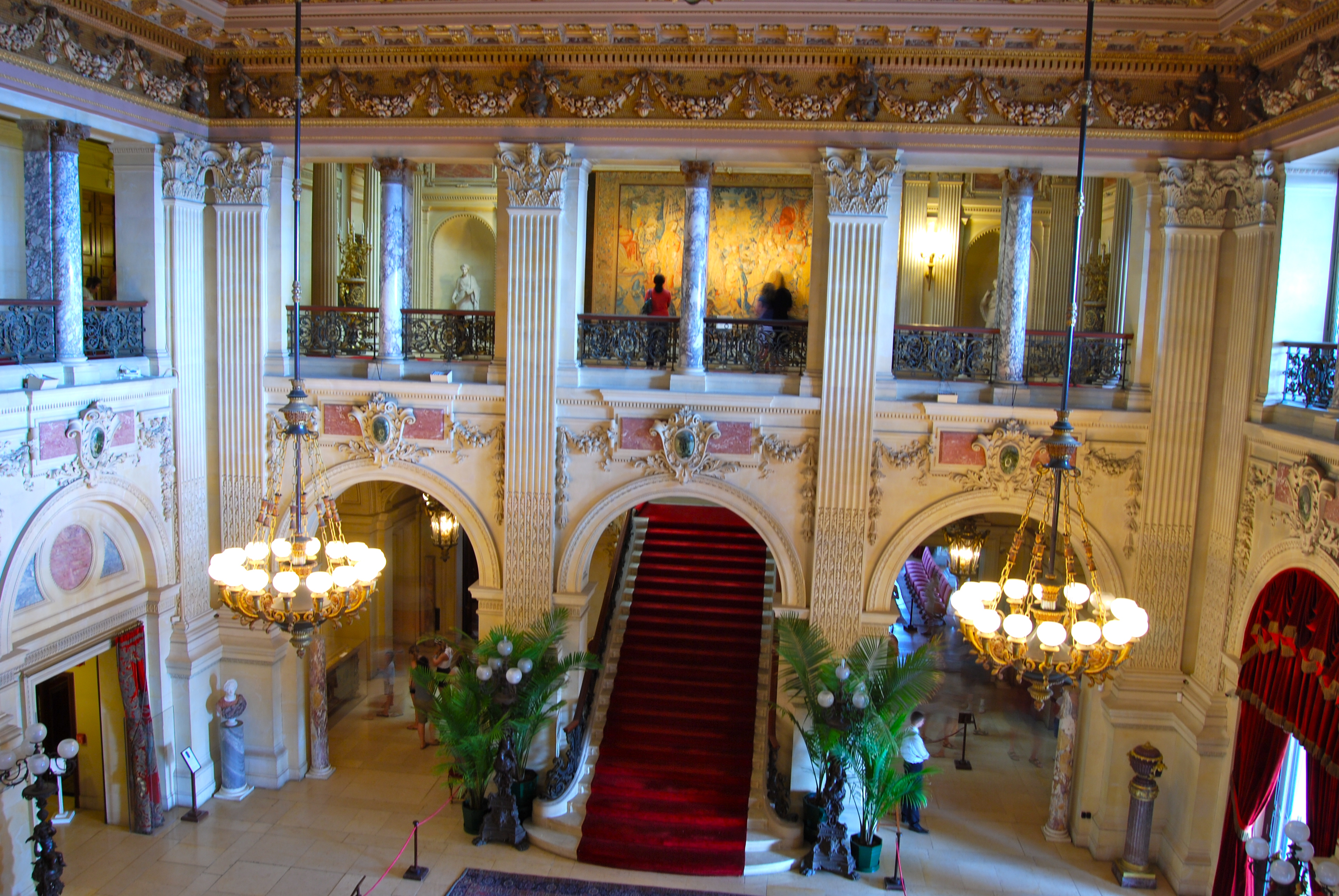
De grote hal

The Breakers is een groot huis van de bekende Amerikaanse familie van Nederlandse afkomst Vanderbilt. Het ligt aan de Ochre Point Avenue in Newport op Rhode Island in de Verenigde Staten van Amerika met zicht op de Atlantische Oceaan. Het is een belangrijk historisch gebouw en is tegenwoordig eigendom van de Preservation Society of Newport County.
The Breakers werd tussen 1893 en 1895 gebouwd als zomerresidentie van Cornelius Vanderbilt II. De architect was Richard Morris Hunt, terwijl het interieur werd ingericht door Jules Allard and Sons en Ogden Codman Jr. Het 70 kamers tellende woonhuis heeft een vloeroppervlakte van circa 6.000 m². De bouwkosten bedroegen het toen al gigantische bedrag van $7 miljoen (omgerekend naar tegenwoordige kosten circa $150 miljoen).
De entree is een grote poort, bestaande uit vierkante bewerkte kolommen met ijzeren hekken, die toegang geven aan een 9,1 meter brede oprijlaan. Het landgoed van 53.000 m² is door een hoog sierhek omgeven, behalve aan de zijde van de oceaan.

## Geschiedenis
Het oorspronkelijke landhuis van Pierre Lorillard IV brandde in 1892 af. Daarom stond Cornelius Vanderbilt II erop, dat het nieuwe landhuis zo veel mogelijk brandveilig zou worden. Dat resulteerde in een stalen constructie (in plaats van het gebruikelijke hout) en de plaatsing van de ketels in de uitlopers van de kelders van het huis, gelegen onder de straat.
De inrichters gebruikten de duurste materialen, zoals marmer uit Italië en Afrika alsmede zeldzame houtsoorten en mozaïeken van over de hele wereld. Ze gebruikten ook oude bouwmaterialen, zoals schoorsteenmantels uit oude Franse kastelen. De Gouden Kamer werd bijvoorbeeld helemaal gedemonteerd in Frankrijk, ingepakt en verscheept en daarna weer hier in elkaar gezet.
Het landhuis The Breakers is een typisch voorbeeld van de in Amerika zo genoemde "Gilded Age" (vergulde tijd), waarin de bevolkingsgroei en technische voortgang tot grote rijkdom bij enkele families leidde.
Cornelis Vanderbilt II stierf in 1899 op 55-jarige leeftijd aan een hartaanval en liet het huis na aan zijn echtgenote Alice Gwynne Vanderbilt. Ze overleefde haar echtgenoot maar liefst 35 jaar en stierf in 1934 op 89-jarige leeftijd. Alice liet het huis per testament na aan haar jongste dochter Gladys Vanderbilt Széchenyi omdat die als enige van de kinderen nog geen groot huis had en omdat de andere kinderen niet in dit huis geïnteresseerd waren. Ze trouwde met de Hongaarse graaf Széchenyi en kreeg met hem 5 kinderen. In 1948 verhuurde Gladys het aan de Preservation Society of Newport County voor het symbolische bedrag van $1. Toen ze in 1965 overleed erfden haar kinderen dit pand en verkochten het in 1972 voor $ 365.000, onder de voorwaarde dat dochter gravin Sylvia Szapary-Széchenyi met haar gezin op de derde verdieping (niet voor het publiek toegankelijk) gratis mocht blijven wonen, wat ze regelmatig deed. Tevens bleef de inboedel hun eigendom. Zij overleed in 1998 en haar kinderen Gladys and Paul Szapary maken nog steeds in de zomer gebruik van dit recht.

## Museumfunctie
Het trekt jaarlijks 300.000 bezoekers. Sinds april 2009 zijn er geen rondleidingen met gidsen meer, maar men krijgt een audio-tour mee. Het gebouw is rijk ingericht.
De tuinen zijn goed onderhouden en bevatten boomsoorten uit de hele wereld.